# Raymond (Ohio)
Raymond es un lugar designado por el censo ubicado en el condado de Union en el estado estadounidense de Ohio. En el Censo de 2010 tenía una población de 257 habitantes y una densidad poblacional de 76,57 personas por km².

## Geografía
Raymond se encuentra ubicado en las coordenadas 40°20′26″N 83°28′6″O / 40.34056, -83.46833. Según la Oficina del Censo de los Estados Unidos, Raymond tiene una superficie total de 3.36 km², de la cual 3.29 km² corresponden a tierra firme y (2.08%) 0.07 km² es agua.

## Demografía
Según el censo de 2010, había 257 personas residiendo en Raymond. La densidad de población era de 76,57 hab./km². De los 257 habitantes, Raymond estaba compuesto por el 98.83% blancos, el 1.17% eran afroamericanos, el 0% eran amerindios, el 0% eran asiáticos, el 0% eran isleños del Pacífico, el 0% eran de otras razas y el 0% pertenecían a dos o más razas. Del total de la población el 0% eran hispanos o latinos de cualquier raza.